# League of Ireland 2005
Die League of Ireland 2005 war die 85. Spielzeit der höchsten irischen Fußballliga. Sie begann am 16. März 2005 und endete am 18. November 2005. Titelverteidiger war der Shelbourne FC.
Cork City gewann zum zweiten Mal die Meisterschaft.

## Modus
Die Liga wurde auf zwölf Mannschaften aufgestockt. Daher spielten in dieser Saison die Teams nur noch dreimal gegeneinander. Jedes Team absolvierte dabei 33 Saisonspiele. Der Tabellenletzte stieg direkt in die First Division ab, der Vorletzte musste in die Relegation.

## Vereine
| Verein                        | Wappen                        | Stadt      | Stadion                          | Kapazität |
| ----------------------------- | ----------------------------- | ---------- | -------------------------------- | --------- |
| Bohemians Dublin              | Bohemians Dublin              | Dublin     | Dalymount Park                   | 7.955     |
| Bray Wanderers                | Bray Wanderers                | Bray       | Carlisle Grounds                 | 3.250     |
| Cork City                     | Cork City                     | Cork       | Turners Cross                    | 8.985     |
| Derry City                    | Derry City                    | Derry      | Brandywell Stadium               | 7.700     |
| Finn Harps                    | Finn Harps                    | Ballybofey | Finn Park                        | 7.500     |
| Drogheda United               | Drogheda United               | Drogheda   | Hunky Dorys Park                 | 2.000     |
| Longford Town                 | Longford Town                 | Longford   | Flancare Park                    | 6.850     |
| Shamrock Rovers               | Shamrock Rovers               | Dublin     | Tallaght Stadium                 | 5.947     |
| Shelbourne FC                 | Shelbourne FC                 | Dublin     | Tolka Park                       | 9.680     |
| St Patrick’s Athletic         | St Patrick’s Athletic         | Dublin     | Richmond Park                    | 5.340     |
| University College Dublin AFC | University College Dublin AFC | Dublin     | UCD Bowl                         | 3.000     |
| Waterford United              | Waterford United              | Waterford  | Waterford Regional Sports Centre | 5.000     |

## Abschlusstabelle
| Pl. | Verein                            | Sp. | S  | U  | N  | Tore    | Diff. | Punkte |
| --- | --------------------------------- | --- | -- | -- | -- | ------- | ----- | ------ |
| 1.  | Cork City                         | 33  | 22 | 8  | 3  | 053:180 | +35   | 74     |
| 2.  | Derry City                        | 33  | 22 | 6  | 5  | 056:250 | +31   | 72     |
| 3.  | Shelbourne FC (M)                 | 33  | 20 | 7  | 6  | 062:250 | +37   | 67     |
| 4.  | Drogheda United                   | 33  | 12 | 12 | 9  | 040:330 | +7    | 48     |
| 5.  | Longford Town (P)                 | 33  | 12 | 9  | 12 | 029:320 | −3    | 45     |
| 6.  | Bohemians Dublin                  | 33  | 13 | 6  | 14 | 042:470 | −5    | 45     |
| 7.  | Bray Wanderers (N)                | 33  | 11 | 6  | 16 | 040:570 | −17   | 39     |
| 8.  | Waterford United                  | 33  | 9  | 7  | 17 | 030:490 | −19   | 34     |
| 9.  | University College Dublin AFC (N) | 33  | 7  | 12 | 14 | 028:440 | −16   | 33     |
| 10. | St Patrick’s Athletic             | 33  | 7  | 11 | 15 | 026:360 | −10   | 32     |
| 11. | Shamrock Rovers 1                 | 33  | 9  | 8  | 16 | 033:520 | −19   | 27     |
| 12. | Finn Harps (N)                    | 33  | 5  | 6  | 22 | 030:510 | −21   | 21     |

Platzierungskriterien: 1. Punkte – 2. Tordifferenz – 3. geschossene Tore

| (M) | Amtierender irischer Meister         |
| (P) | Amtierender irischer Pokalsieger     |
| (N) | Neuaufsteiger aus der First Division |

## Kreuztabelle
| Hinrunde (Runden 1–22) | Hinrunde (Runden 1–22) | Hinrunde (Runden 1–22) | Hinrunde (Runden 1–22) | Hinrunde (Runden 1–22) | Hinrunde (Runden 1–22) | Hinrunde (Runden 1–22) | Hinrunde (Runden 1–22) | Hinrunde (Runden 1–22)        | Hinrunde (Runden 1–22) | Hinrunde (Runden 1–22) | Hinrunde (Runden 1–22) | 2005                          | Rückrunde (Runden 23–33) | Rückrunde (Runden 23–33) | Rückrunde (Runden 23–33) | Rückrunde (Runden 23–33) | Rückrunde (Runden 23–33) | Rückrunde (Runden 23–33) | Rückrunde (Runden 23–33) | Rückrunde (Runden 23–33) | Rückrunde (Runden 23–33)      | Rückrunde (Runden 23–33) | Rückrunde (Runden 23–33) | Rückrunde (Runden 23–33) |
| ---------------------- | ---------------------- | ---------------------- | ---------------------- | ---------------------- | ---------------------- | ---------------------- | ---------------------- | ----------------------------- | ---------------------- | ---------------------- | ---------------------- | ----------------------------- | ------------------------ | ------------------------ | ------------------------ | ------------------------ | ------------------------ | ------------------------ | ------------------------ | ------------------------ | ----------------------------- | ------------------------ | ------------------------ | ------------------------ |
| Cork City              | Derry City             | Shelbourne FC          | Drogheda United        | Longford Town          | Bohemians Dublin       | Bray Wanderers         | Waterford United       | University College Dublin AFC | St Patrick’s Athletic  | Shamrock Rovers        | Finn Harps             | Verein                        | Cork City                | Derry City               | Shelbourne FC            | Drogheda United          | Longford Town            | Bohemians Dublin         | Bray Wanderers           | Waterford United         | University College Dublin AFC | St Patrick’s Athletic    | Shamrock Rovers          | Finn Harps               |
|                        | 2:0                    | 1:0                    | 0:1                    | 0:0                    | 2:1                    | 1:1                    | 1:0                    | 0:0                           | 3:1                    | 3:0                    | 2:0                    | Cork City                     |                          | 2:0                      | –                        | 1:0                      | –                        | –                        | 3:0                      | –                        | 1:0                           | 0:1                      | –                        | –                        |
| 3:1                    |                        | 0:0                    | 3:0                    | 1:0                    | 3:1                    | 2:2                    | 1:0                    | 3:0                           | 2:2                    | 2:3                    | 3:2                    | Derry City                    | –                        |                          | 2:1                      | –                        | 3:1                      | –                        | –                        | 0:1                      | –                             | 2:0                      | 2:0                      | –                        |
| 0:2                    | 1:2                    |                        | 3:3                    | 1:0                    | 2:1                    | 4:1                    | 1:0                    | 1:1                           | 3:1                    | 1:2                    | 3:0                    | Shelbourne FC                 | 0:0                      | –                        |                          | –                        | –                        | –                        | 5:0                      | 5:0                      | 4:2                           | 1:0                      | –                        | 1:0                      |
| 0:1                    | 0:2                    | 0:0                    |                        | 1:1                    | 2:2                    | 3:0                    | 1:0                    | 1:2                           | 1:1                    | 2:1                    | 1:0                    | Drogheda United               | –                        | 1:1                      | 0:2                      |                          | –                        | 3:2                      | –                        | –                        | –                             | 1:1                      | 0:0                      | 2:0                      |
| 0:1                    | 0:0                    | 0:2                    | 1:1                    |                        | 1:0                    | 2:1                    | 1:2                    | 1:0                           | 1:0                    | 2:1                    | 1:0                    | Longford Town                 | 0:0                      | –                        | 0:2                      | 0:1                      |                          | –                        | 1:1                      | 3:0                      | 1:0                           | –                        | –                        | –                        |
| 0:2                    | 0:1                    | 0:3                    | 3:2                    | 2:0                    |                        | 1:0                    | 2:1                    | 1:1                           | 1:1                    | 1:1                    | 1:0                    | Bohemians Dublin              | 1:2                      | 2:3                      | 2:1                      | –                        | 1:0                      |                          | –                        | –                        | –                             | –                        | 1:3                      | 3:1                      |
| 1:2                    | 0:1                    | 2:2                    | 2:2                    | 1:1                    | 1:2                    |                        | 2:1                    | 1:0                           | 2:1                    | 2:3                    | 2:1                    | Bray Wanderers                | –                        | 0:3                      | –                        | 0:2                      | –                        | 3:1                      |                          | 1:0                      | 0:1                           | 1:0                      | –                        | –                        |
| 2:2                    | 1:3                    | 2:4                    | 1:0                    | 0:3                    | 2:0                    | 1:2                    |                        | 0:0                           | 1:0                    | 0:1                    | 2:1                    | Waterford United              | 2:2                      | –                        | –                        | 0:3                      | –                        | 2:0                      | –                        |                          | –                             | 1:1                      | –                        | 2:2                      |
| 1:5                    | 1:0                    | 1:1                    | 0:2                    | 0:0                    | 1:1                    | 3:2                    | 1:0                    |                               | 1:0                    | 2:2                    | 1:1                    | University College Dublin AFC | –                        | 0:2                      | –                        | 2:2                      | –                        | 1:3                      | –                        | 2:3                      |                               | –                        | 0:0                      | –                        |
| 0:2                    | 1:1                    | 0:1                    | 0:2                    | 1:3                    | 0:0                    | 2:0                    | 1:0                    | 3:2                           |                        | 1:1                    | 2:0                    | St Patrick’s Athletic         | –                        | –                        | –                        | –                        | 0:1                      | 0:1                      | –                        | –                        | 0:0                           |                          | 3:1                      | 0:0                      |
| 1:3                    | 0:2                    | 0:2                    | 1:0                    | 0:2                    | 1:2                    | 3:2                    | 0:0                    | 1:0                           | 0:0                    |                        | 1:4                    | Shamrock Rovers               | 0:2                      | –                        | 0:2                      | –                        | 4:2                      |                          | 0:1                      | 1:2                      | –                             | –                        |                          | –                        |
| 0:2                    | 0:2                    | 0:3                    | 0:0                    | 0:0                    | 1:3                    | 1:2                    | 2:0                    | 1:0                           | 0:2                    | 1:1                    |                        | Finn Harps                    | 1:2                      | 0:1                      | –                        | –                        | 5:0                      | –                        | 2:4                      | –                        | 1:2                           | –                        | 3:0                      |                          |

## Relegation
Der Elfte der League of Ireland spielte gegen den Zweiten der First Division, Dublin City, um den Klassenerhalt. Dabei verloren die Shamrock Rovers und mussten in die First Division absteigen.
|                 | Gesamt |             | Hinspiel | Rückspiel |
| --------------- | ------ | ----------- | -------- | --------- |
| Shamrock Rovers | 2:3    | Dublin City | 1:2      | 1:1       |